# Carmina Burana (album)
 (mai 2024).
La mise en forme du texte ne suit pas les recommandations de Wikipédia : il faut le « wikifier ».
Les points d'amélioration suivants sont les cas les plus fréquents. Le détail des points à revoir est peut-être précisé sur la page de discussion.
- Les titres sont pré-formatés par le logiciel. Ils ne sont ni en capitales, ni en gras.
- Le texte ne doit pas être écrit en capitales (les noms de famille non plus), ni en gras, ni en italique, ni en « petit »…
- Le gras n'est utilisé que pour surligner le titre de l'article dans l'introduction, une seule fois.
- L'italique est rarement utilisé : mots en langue étrangère, titres d'œuvres, noms de bateaux, etc.
- Les citations ne sont pas en italique mais en corps de texte normal. Elles sont entourées par des guillemets français : « et ».
- Les listes à puces sont à éviter, des paragraphes rédigés étant largement préférés. Les tableaux sont à réserver à la présentation de données structurées (résultats, etc.).
- Les appels de note de bas de page (petits chiffres en exposant, introduits par l'outil «  Source ») sont à placer entre la fin de phrase et le point final[comme ça].
- Les liens internes (vers d'autres articles de Wikipédia) sont à choisir avec parcimonie. Créez des liens vers des articles approfondissant le sujet. Les termes génériques sans rapport avec le sujet sont à éviter, ainsi que les répétitions de liens vers un même terme.
- Les liens externes sont à placer uniquement dans une section « Liens externes », à la fin de l'article. Ces liens sont à choisir avec parcimonie suivant les règles définies. Si un lien sert de source à l'article, son insertion dans le texte est à faire par les notes de bas de page.
- La présentation des références doit suivre les conventions bibliographiques. Il est recommandé d'utiliser les modèles {{Ouvrage}}, {{Chapitre}}, {{Article}}, {{Lien web}} et/ou {{Bibliographie}}. Le mode d'édition visuel peut mettre en forme automatiquement les références.
- Insérer une infobox (cadre d'informations à droite) n'est pas obligatoire pour parachever la mise en page.

Pour une aide détaillée, merci de consulter Aide:Wikification.
Si vous pensez que ces points ont été résolus, vous pouvez retirer ce bandeau et améliorer la mise en forme d'un autre article.
Pour les articles homonymes, voir Carmina Burana (homonymie).
Carmina Burana est le troisième album solo de Ray Manzarek sorti en 1983. Il s'agit d'une interprétation rock des Carmina Burana de Carl Orff.

## Pochette de l'album
L'image créée par l'artiste californien Lou Beach est un photomontage de détails de peintures de Hieronymus Bosch (orthographié Hieronymus Beach dans les crédits de l'album) et du tableau Les Époux Arnolfini de Jan van Eyck, ainsi que d'objets modernes comme une guitare, une batterie, un magnétophone à bobines et un clavier.

## Liste des pistes
La musique a été composée par Carl Orff. La transcription anglaise des paroles latines originales provient de B. Schott's Söhne avec la permission de European American Music.
1. Destiny: Ruler of the World – The Wheel of Fortune (O Fortuna)
2. Destiny: Ruler of the World – The Wounds of Fate (Fortune plango)
3. Springtime: The Face of Spring (Veris leta facies)
4. Springtime: Sunrise (Omnia sol temperat)
5. Springtime: Welcome (Ecce gratum)
6. Springtime: The Dance (Tanz)
7. Springtime: Sweetest Boy (Dulcissime)
8. Springtime: If the Whole World Was Mine (Were diu werlt)
9. In the Tavern: Boiling Rage (Estuans interius)
10. In the Tavern: The Roasted Swan (Olim lacus)
11. In the Tavern: In the Tavern (In taberna)
12. The Court of Love: Love Flies Everywhere (Amor volat)
13. The Court of Love: A Young Girl (Stetit puella)
14. The Court of Love: Come, My Beauty (Veni veni venias)
15. The Court of Love: The Lovers (Blanziflor et Helena)
16. Destiny: Ruler of the World – The Wheel of Fortune (O Fortuna)

## Musiciens
- Ray Manzarek – piano, orgue, clavier, arrangements
- Michael Riesman – synthétiseur, orchestrations, chef d'orchestre
- Larry Anderson – batterie
- Ted Hall – guitare
- Doug Hodges – guitare basse
- Adam Holzman - synthétiseur
- Jack Kripl – saxophone, flûte

Chanteurs principaux
- Catherine Aks
- Ma Premm Alimo
- Bruce Fifer
- Maryann Hart
- Cindy Hewes
- Michael Hume
- Elliot Levine
- Dora Ohrenstein
- Patrick Romano
- Kimball Wheeler

## Production
- Producteurs : Philip Glass, Kurt Munkacsi
- Ingénieur du son : John Beverly Jones
- Ingénieur mixage : Joe Chiccarelli
- Enregistrements : aux studios d'enregistrement A&M, à Hollywood, aux studios d'enregistrement Cheerokee, à Hollywood, aux studios de Greene St. Recording, à New York.
- Mixé aux Capitol Recording Studios, à Hollywood
- Mastering numérique par Masterdisc, à New York